# McEwans Lager Welsh Classic
De McEwans Lager Welsh Classic was een jaarlijks golftoernooi voor vrouwen in Wales, dat deel uitmaakte van de Ladies European Tour. Het toernooi werd opgericht als de McEwans Welsh Classic in 1979. Het was tevens een van de zes toernooien die op de kalender stond van het eerste golfseizoen van de LET, in 1979.

## Winnaressen
| Jaar                        | Golfbaan              | Stad                  | Winnares              |
| McEwans Welsh Classic       | McEwans Welsh Classic | McEwans Welsh Classic | McEwans Welsh Classic |
| --------------------------- | --------------------- | --------------------- | --------------------- |
| 1979                        | Dinas Powis Golf Club | Dinas Powys           | Alison Sheard         |
| McEwans Lager Welsh Classic |                       |                       |                       |
| 1980                        | Whitchurch Golf Club  | Cardiff               | Karstin Ehrlund       |
| 1981                        | Whitchurch Golf Club  | Cardiff               | Jenny Lee Smith       |